# 創英コーポレーション
創英コーポレーション（英：Souei Co., Ltd.）は、
横浜市西区に本社を置く、学習塾の創英ゼミナールなどを運営する企業。

## 運営事業
個別指導塾の創英ゼミナール、藤沢市内に、インターナショナルプリスクールの Nobile Kids、語学教室のワールド外語学院、大学受験部門では東進衛星予備校のフラインチャイザーとしてシェアードウェイ東進衛星予備校、その他にも相模原市内に認可保育園「げんきっず保育園」、ICTを活用し教科書準拠の学習システムを用いた個別学習のセルモ（SELMO）、海外事業では、台湾にて創英日語教室も運営しており、生涯を通じて学べる環境を提供。

### 創英ゼミナール
1999年に平塚市で創業。全校直営で個別指導塾を東京都と神奈川県に合計137校を展開している。（令和6年3月22日現在）

### Nobile Kids湘南(創英インターナショナル幼稚舎)
オールイングリッシュの藤沢市の認可外幼稚園として幼児教育を行うインターナショナルプリスクール。
※Nobile Kids湘南は藤沢市の幼児教育・保育の無償化対象園となっている。
コースも複数あり、平日や土曜日を選択して、アフタースクールコースなどもあり。
アフタースクールコース
L キンダークラブ
L プライマリークラブ
L サタデーコース

### ワールド外語学院
世界43言語を学べることが特徴の語学学校。
社会人向けのオンラインレッスンや個人レッスン、法人研修を行っている。
・北千住校　
・船橋校
の2校舎で展開

### シェアードウェイ東進衛星予備校
神奈川県内に以下の25校舎を展開中
相模原エリア
・小田急相模原駅前校・・相模原駅前校
大和市・海老名市エリア
・海老名駅前校・大和駅前校・さがみ野駅前校
小田原・秦野・海老名県央地域
愛甲石田校・伊勢原駅前校・鴨宮駅前校
秦野駅前校・小田原駅前校
藤沢・茅ヶ崎・平塚エリア
・藤沢駅南口・茅ヶ崎駅北口校・平塚駅北口校・逗子校・
横浜市エリア
・上永谷校・大倉山駅前校・港南台校・・綱島駅前校・鶴ヶ峰駅前校・戸塚駅前校
・二俣川校・保土ヶ谷駅前校・上大岡駅西口校・緑園都市校
川崎市エリア
・溝ノ口駅前校・

### 社会福祉法人みらい　げんきっず保育園
相模原市内＞
・げんきっず保育園・げんきっず第2保育園・げんきっず城山保育園
藤沢市＞
・鵠沼げんきっず保育園・
横浜市＞
・駒岡げんきっず保育園
・企業主導型　認可外保育園げんきっず保育園ココテラスの６園を運営

### 個別指導塾スタンダード（株式会社SCネットワーク）
2025年3月に株式会社個別指導塾スタンダードから譲渡された学習塾。
「低価格でより良いサービスを提供する」を理念として、青森・北陸・愛知・関西・中国・四国・九州地方の23府県に展開し運営している。
小学校・中学校・高校の全学年、全教科に対応した一人ひとりのやる気を引き出す個別指導の学習塾。

### 個別学習のセルモ　（エデュケーションネットワークス株式会社）
教育ICTを活用して、全国小中学校の教科書準拠の学習システムを利用して、個別学習を行う。

### 創英日語学院
現地向けに、日本の文化や学習内容を学べる環境を提供